# Steubenville
Steubenville település az Amerikai Egyesült Államok Ohio államában, Jefferson megyében, melynek megyeszékhelye is. Lakosainak száma 18 161 fő (2020. április 1.).

## Népesség
A település népességének változása:

| 2010 | 18 659 |
| 2020 | 18 161 |